# Bembecia albanensis
Bembecia albanensis is een vlinder uit de familie wespvlinders (Sesiidae), onderfamilie Sesiinae.
Bembecia albanensis is voor het eerst wetenschappelijk beschreven door Rebel in 1918. De soort komt voor in het Palearctisch gebied.